# Jarosław Kisiel
Jarosław Kisiel (ur. 22 maja 1964 w Giżycku) – polski szermierz, olimpijczyk z Barcelony 1992.
Syn Henryka i Aleksandry. Karierę rozpoczynał w Mazurze Ełk. W Ełku ukończył I Liceum Ogólnokształcące (1985), następnie Szkołę Główną Planowania i Statystyki (1990).
Szablista. W trakcie kariery sportowej reprezentował stołeczne kluby: Marymont i Legia.
Drużynowy mistrz Polski w szabli w latach 1986–1989. Brązowy medalista Uniwersjady w 1989 w turnieju indywidualnym.
Na igrzyskach w Barcelonie wystartował w turnieju drużynowym (partnerami byli: Norbert Jaskot, Marek Gniewkowski, Robert Kościelniakowski, Janusz Olech). Polska drużyna zajęła 6. miejsce.
Po zakończeniu czynnej kariery został sędzią Polskiego Związku Szermierczego oraz międzynarodowym. Sędziował m.in. podczas Letnich Igrzysk Paraolimpijskich w 2020.